# Aimi Kobayashi
Aimi Kobayashi (小林愛実 Ube, prefectura de Yamaguchi, 23 de septiembre de 1995) es una pianista clásica japonesa. Empezó a tocar el piano a la edad de tres años y a los siete tocó con la Orquesta Sinfónica de Kyūshū.

## Datos biográficos

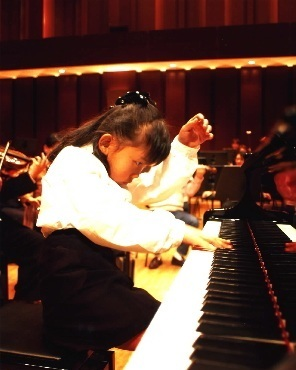
Aimi Kobayashi en su debut con la Orquesta Sinfónica de Kyushu, 2004.

Cuando Kobayashi cumplió ocho años Yuko Ninomiya la hizo su alumna en la Toho Gakuen School of Music (Tōhō Gakuen Daigaku) en Tokio. En 2013 empezó estudios en el Instituto de Música Curtis de Filadelfia en Estados Unidos de América.
Aimi Kobayashi ha obtenido numerosos premios en Japón, entre los cuales la medalla de oro en la categoría junior en el Concurso internacional de piano Frédéric Chopin en Asia en 2004.
En 2010, para la ceremonia oficial del bicentenario del nacimiento de Chopin, el gobierno de Polonia le otorgó el pasaporte Chopin para que engalanara la ceremonia con su presencia. 
En 2011 ofreció un recital en el Carnegie Hall.
En 2012, obtuvo el tercer lugar en el concurso Gina Bachauer en la categoría de joven artistas. En ese mismo año debutó en el cine participando en la película Sueño de Katsumi Sakaguchi, presentada en el festival internacional de cine de Róterdam.
En 2015, Kobayashi fue una de las diez finalistas en el Concurso Internacional de Piano Federico Chopin, en Varsovia, logrando sobresalir de entre 452 concursantes de 45 países.
Ha tocado conciertos y recitales en varias de las principales capitales musicales del mundo, como París, Moscú, Varsovia, Nueva York y desde luego en Japón y Corea del Sur.

## Discografía
Ha realizado diversos discos fonográficos bajo la marca EMI Calssics/EMI Music Japan
- Su primer CD, Aimi Kobayashi Debut, fue grabado en 2008. Acompañado de un DVD, dedicado a Chopin.
- El segundo, intitulado Passion (熱情), vio la luz en 2011. Reúne sonatas de Beethoven.